# Vrbovo (Prijepolje)
Pour les articles homonymes, voir Vrbovo.
Vrbovo (en serbe cyrillique : Врбово) est un village de Serbie situé dans la municipalité de Prijepolje, district de Zlatibor. Au recensement de 2011, il comptait 62 habitants.

## Démographie
| 1948 | 1953 | 1961 | 1971 | 1981 | 1991 | 2002 | 2011 |
| ---- | ---- | ---- | ---- | ---- | ---- | ---- | ---- |
| 404  | 446  | 446  | 419  | 318  | 149  | 99   | 62   |

|  |